# Meebo
Meebo fue un cliente de mensajería instantánea ejecutable dentro de un navegador web, como AIM Express, y que integraba múltiples servicios de mensajería instantánea simultáneamente (incluyendo Yahoo! Messenger, Windows Live Messenger, AIM, ICQ, Jabber/XMPP y Google Talk). Meebo hacía a los servicios de mensajería instantánea más accesibles a los usuarios que no podían o no deseaban descargar el software necesario para ejecutarlos.
Luego de ser adquirido por Google en junio de 2012, sus productos fueron descontinuados un mes después.

## Historia
Meebo fue fundado en 2005 por Sandy Jen, Seth Sternberg, y Elaine Wherry. Recibió fondos Serie A de Sequoia Capital (liderada por Roelof Botha) y fondos Serie B de Draper Fisher Jurvetson (liderado por Tim Draper).
El proyecto combinaba las características de Trillian o Pidgin con la disponibilidad de AIM Express. Meebo permitía conectarse en estado "invisible", y a múltiples servicios de mensajería.  Meebo añadió la característica de permitir la creación de cuentas de usuario Meebo el 16 de febrero de 2006, que permite a los usuarios utilizar un único login para conectarse a múltiples servicios. A partir del 4 de mayo del mismo año, también da la posibilidad de almacenar el registro de las conversaciones asociados a una cuenta de usuario Meebo.  Los usuarios con login de Meebo también tienen la capacidad de renombrar contactos.
A partir del 19 de marzo de 2006, Meebo incorporó la notificación sonora al enviar y recibir mensajes, y la posibilidad de enviar mensajes a contactos que no se encuentran en la lista de contactos del usuario.
El 2 de agosto de 2006, Meebo lanzó el widget "Meebo me", que permitía a los usuarios insertar una versión de Meebo en su sitio personal.  Adicionalmente, el 11 de octubre del mismo año se anunció una alianza con Amie Street para incluir el widget "Meebo me" en cada una de sus páginas de usuario.
El 3 de noviembre de 2006 fue lanzado Meebo XX.
Algunas compañías y escuelas restringían el uso de Meebo a estudiantes y empleados a través de firewalls. En respuesta a esto, el 19 de mayo de 2006, Meebo lanzó Meebo repeater, una herramienta que permitía a los usuarios configurar sus propios proxies para acceder al servicio desde una PC con Windows. Como resultado, muchas escuelas y compañías han bloqueado el acceso a esta página; de todas maneras la mayoría no bloquea el tráfico en el puerto 443 (HTTPS), que usa el protocolo criptográfico SSL/TSL, y como resultado era todavía posible conectarse al servicio.
El 4 de junio de 2012 Google adquiere Meebo por 100 millones de dólares.
El 11 de julio de 2012 todos los productos de Meebo, a excepción de la Meebo Bar, fueron discontinuados.

## Características no disponibles
- La mensajería offline, ya integrada en programas tales como ICQ, Yahoo! Messenger, Windows Live Messenger, y AOL Instant Messenger, sólo funciona en Meebo mientras la conversación continúa activa, o cuando se utiliza la red XMPP.
- Protocolo QQ
- Soporte para Opera
- Aim Chat Exchanges (sólo Exchange 4)

## Logros
- En junio de 2006, Meebo fue colocado en el puesto 65 de los "100 Best Products of the Year" de la revista PCWorld.[7]
- En agosto de 2006, Meebo fue considerado por la revista Time uno de los "Top 50 Coolest Websites for 2006".[8][9]